# Wspólnota administracyjna Neuenstadt am Kocher
Wspólnota administracyjna Neuenstadt am Kocher – wspólnota administracyjna (niem. Vereinbarte Verwaltungsgemeinschaft) w Niemczech, w kraju związkowym Badenia-Wirtembergia, w rejencji Stuttgart, w regionie Heilbronn-Franken, w powiecie Heilbronn. Siedziba wspólnoty znajduje się w mieście Neuenstadt am Kocher, przewodniczącym jej jest Norbert Heuser.
Wspólnota zrzesza jedno miasto i dwie gminy wiejskie:
- Hardthausen am Kocher, 3 989 mieszkańców, 35,55 km²
- Langenbrettach, 3 641 mieszkańców, 23,97 km²
- Neuenstadt am Kocher, miasto, 9 634 mieszkańców, 41,18 km²